# Tomás Pompeu de Sousa Brasil
Tómas Pompeu de Sousa Brasil, o Senador Pompeu, (Santa Quitéria, 6 de junho de 1818 — Fortaleza, 2 de setembro de 1877) foi um professor, jornalista, escritor, político e maçom brasileiro.

## Biografia
Era filho do capitão de milícias Tomás d'Aquino de Sousa e de Jeracina Isabel de Sousa. Foi pai de
- Tomás Pompeu de Sousa Brasil (II),
- Maria Teresa de Sousa, esposa de Antônio Pinto Nogueira Accioli, que herdou seu legado político,
- Antônio Pompeu de Sousa Brasil e
- Hildebrando Pompeu de Sousa Brasil.

Formou-se na Faculdade de Direito do Recife e no Seminário de Olinda. Foi um dos fundadores do Liceu do Ceará e seu primeiro diretor, entre 1845 e 1849, professor de Geografia e História. 

## Carreira política
Em 1845, foi o primeiro suplente nas eleições para a assembleia geral, tendo-se efetivado com a morte de Costa Barros. Jornalista, participou ativamente no jornal Cearense, ligado ao Partido Liberal, do qual era membro. Com a morte de Miguel Fernandes Vieira, então líder dos liberais no Ceará, foi indicado para senador do Império em 1864. Tornou-se, ainda, chefe do partido no estado até a sua morte. 
"Depois da sua morte, em 1877, os negócios da “Companhia Via-Férrea de Baturité”, da qual Pompeu era, desde a sua fundação, o presidente, sofreram sensível declínio, que poderia ter resultado na paralisação dos trabalhos de prolongamento da estrada, se o Governo Imperial não a houvesse encampado, como fez, por decreto de 8 de janeiro de 1878, no qual, também, autorizou o início da construção da Estrada de Ferro de Sobral".  
Autor de diversas obras, principalmente de História e de Geografia, foi membro de diversas sociedades científicas, destacando-se a Sociedade de Geografia de Paris, o Instituto Arqueológico, Histórico e Geográfico de Pernambuco e o Instituto Histórico e Geográfico Brasileiro. Na Maçonaria participou da Loja Fraternidade Cearense fundada em 1 de dezembro de 1859.